# Михайленко, Виталий Иванович
Виталий Иванович Михайленко — советский хозяйственный, государственный и политический деятель.

## Биография
Родился в 1945 году в селе Вознесеновское. Член КПСС.
С 1965 года — на хозяйственной, общественной и политической работе. В 1965—2016 гг. — грузчик на мельнице, баянист в районном Доме культуры, учитель музыки в школе, 2-й ,1-й первый секретарь Апанасенковского райкома комсомола, выпускник Ставропольского госпединститута, ответственный работник Ставропольского горкома и крайкома комсомола, выпускник Ставропольского сельхозинститута, первый секретарь Ставропольского крайкома ВЛКСМ, первый секретарь Будённовского горкома КПСС, глава акционерного общества «Ставропольинтур», руководитель администрации Кавказских Минеральных Вод.
Делегат XXV, XXVI и XXVII съездов КПСС.